# 크런치 (운동)

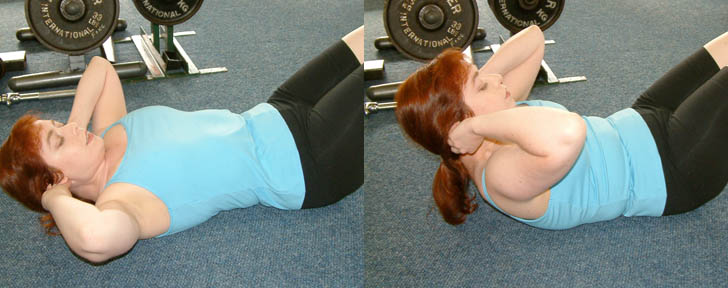
크런치 운동 동작

크런치(영어: crunch)는 대표적인 복근운동이다. 윗몸 일으키기와 다르게 상체를 바닥에서 완전히 들어 올리지 않는다는 차이점이 있다. 크런치를 할 때는 동작 횟수가 중요한 것이 아니라 복근을 자극하는 것이 목적이므로, 상복부의 가동 범위로 동작을 제한하는 것이 효과적이다. 또한, 한 번에 많은 횟수를 하기보다 적은 횟수를 자주 반복하는 것이 좋다.

## 운동방법
1. 바닥에 등을 대고 눕고 다리는 의자 위에 올리거나 무릎을 굽혀서 발바닥을 바닥에 댄다.
2. 두 손은 가슴에 올리거나 머리 뒤에 댄다.
3. 등의 아랫부분을 바닥에서 떼지 말고 견갑골을 바닥에서 들어올린다는 느낌으로 복부를 강하게 쥐어짠다.
4. 상체를 일으키기 전 숨을 들이마시고, 일으키면서 숨을 내쉬고 최고점에서 완전히 숨을 다 뱉는다.
5. 시작 자세로 내려오면서 숨을 들이 마신다.

## 주의사항
- 손을 머리 뒤에 댄 경우, 팔의 힘으로 머리를 들어올리지 않는다.
- 무리하게 팔의 힘으로 머리를 들어올릴 경우, 척추(경추)에 무리가 갈 수 있다.
- 위와 같은 경우 머리에 수건을 받치고 양손으로 잡고 하면 수월하게 할 수 있다.

## 같이 보기
- 플랭크 (운동)
- 윗몸 일으키기